# Kazimieras Vasiliauskas (kierowca)
Kazimieras „Kazim” Vasiliauskas (ur. 2 sierpnia 1990 roku w Koszedarach) – litewski kierowca wyścigowy.

## Kariera
Vasiliauskas rozpoczął karierę w wyścigach samochodowych w 2008 roku od startów w edycji zimowej Włoskiej Formuły Renault, gdzie wygrał jeden z dwóch wyścigów. Uzbierane 54 punkty dały mu tytuł wicemistrza serii. W późniejszych latach pojawiał się także w stawce Włoskiej Formuły Renault, Europejskiego Pucharu Formuły Renault 2.0, Formuły Palmer Audi oraz Formuły 2.
W Mistrzostwach Formuły 2 startował w latach 2009-2010. W pierwszym sezonie startów spośród sześciu wyścigów wygrał jeden i czterokrotnie stawał na podium. Dało to mu siódme miejsce w klasyfikacji końcowej. Rok później wygrywał też raz, ale miejsc na podium miał już na swoim koncie sześć. Z dorobkiem 153 punktów uplasował się na czwartej pozycji w klasyfikacji generalnej.

## Statystyki
| Sezon | Seria                                   | Zespół            | Wyścigi | Zwycięstwa | PP | NO | Podium | Punkty | Pozycja |
| ----- | --------------------------------------- | ----------------- | ------- | ---------- | -- | -- | ------ | ------ | ------- |
| 2008  | Europejski Puchar Formuły Renault 2.0   | Prema Powerteam   | 17      | 0          | 0  | 0  | 0      | 0      | NS      |
| 2008  | Włoska Formuła Renault                  | Prema Powerteam   | 17      | 0          | 0  | 0  | 0      | 30     | 21      |
| 2008  | Włoska Formuła Renault (edycja zimowa)  | CO2 Motorsport    | 2       | 1          | 0  | 1  | 1      | 54     | 2       |
| 2009  | Formuła Palmer Audi                     | MotorSport Vision | 20      | 2          | 3  | 1  | 11     | 313    | 2       |
| 2009  | Formuła 2                               | MotorSport Vision | 16      | 1          | 1  | 2  | 4      | 45     | 7       |
| 2010  | Formuła 2                               | MotorSport Vision | 18      | 1          | 2  | 2  | 6      | 153    | 4       |
| 2014  | Blancpain Endurance Series - Pro-Am Cup | GT Russian Time   | 1       | 0          | 0  | 0  | 0      | 0      | NS      |